# هرمان (ناحیه چسکه بودیوویتسه)
هرمان (به چکی: Heřmaň) یک منطقهٔ مسکونی در جمهوری چک است که در شهرستان چسکه بودیوویتسه واقع شده‌است. هرمان  ۱۵۷ نفر جمعیت دارد.